# Cathy Tyson
Catherine "Cathy" Tyson (Londres, 12 de junio de 1965) es una actriz británica de cine y televisión. Fue reconocida como mejor actriz secundaria por su interpretación en la película Mona Lisa por la Asociación de Críticos de Cine de Los Angeles en 1986. Por esa misma actuación también fue nominada a los Globos de Oro y a los premios BAFTA. Tyson también ha protagonizado La serpiente y el arco iris (1988), Priest (1994) y la serie de televisión de la cadena ITV, Band of Gold (1995–97).

## Biografía
Nacida en el distrito londinense de Kingston upon Thames, su padre fue un barrister original de Trinidad y Tobago y su madre una trabajadora social inglesa. Cuando Tyson tenía dos años su familia se mudó a Liverpool.
Tyson formó parte del Everyman Youth Theatre durante su adolescencia. Abandonó los estudios con 17 años para comenzar su carrera como actriz en el Everyman Theatre de Liverpool antes de unirse en 1984 a la Royal Shakespeare Company. 
Debutó en el cine con la película Mona Lisa (1986) en el papel de Simone, una elegante prostituta. Posteriormente trabajó en Priest y en La serpiente y el arco iris. Probablemente su papel más conocido en televisión sea el de Carol Johnson, en la serie de la cadena ITV Band of Gold.
En 2007, Tyson formó parte del reparto de dos series de televisión: el drama escolar de la BBC One Grange Hill  y la serie de la ITV Emmerdale.
También intervino en Liverpool Nativity, interpretando al Rey Herodes, una moderna adaptación de la historia de Navidad, grabada en directo en el Liverpool City Centre el 16 de diciembre de 2007.
Tyson estuvo casada con el actor y comediante Craig Charles y es madre del músico Jack Joseph Charles.

## Filmografía

### Cine
- 1986: Mona Lisa
- 1988: La serpiente y el arco iris
- 1988: Business As Usual
- 1990: Turbulence
- 1995: Priest
- 2001: The Old Man Who Read Love Stories
- 2009: Ollie Kepler's Expanding Purple World

### Televisión
- 1991-1992: Brian Cox on Acting in Tragedy
- 1992-1993: Angels
- 1993-1994: Barbara Taylor Bradford's "Remember"
- 1994-1995: Band of Gold
- 2021: Help (telefilme)